# Греки Криму
Кримські греки або греки Криму (грец. Έλληνες της Κριμαίας) — етнічні представники грецької нації, які проживали на території сучасного Криму. Грецька колонізація має давні традиції, які розпочались в VI ст. до н. е. зі створенням Босфорського царства та Херсонеської республіки.
«Греків» в Криму було три хвилі. Перша — це елліни давнини. Вони сформувалися в середземноморському регіоні і заснували свої колонії в Криму, починаючи приблизно з 600 року до нашої ери. Після Великого переселення народів чистих стародавніх греків у Криму не залишилося.
Друга хвиля — це частково нащадки середньовічних ромеїв, візантійців, що знайшли притулок у Криму після падіння Візантійської імперії 1453 року та ані мовою, ані вірою не були схожі на еллінів давнини. Саме греки другої хвилі відомі як кримські греки. Після османського завоювання південного узбережжя Криму 1475 року вони або прийняли іслам, влившись з часом в кримськотатарський етнос, або продовжували жити ізольованими християнськими громадами, поки в 1778 році не були виселені Суворовим до азовського регіону, де тепер відомі як надазовські греки.
Третя хвиля грецьких переселенців — це біженці з Османської імперії початку XIX століття, сучасні греки, що сформували Балаклавський батальйон. Втім, 1944 року під час проведення етніної чистки Криму вони, як і кримські татари, були виселені з Криму. Нинішні греки Криму — це саме нащадки репатріантів третьої хвилі.

## Історія кримських греків

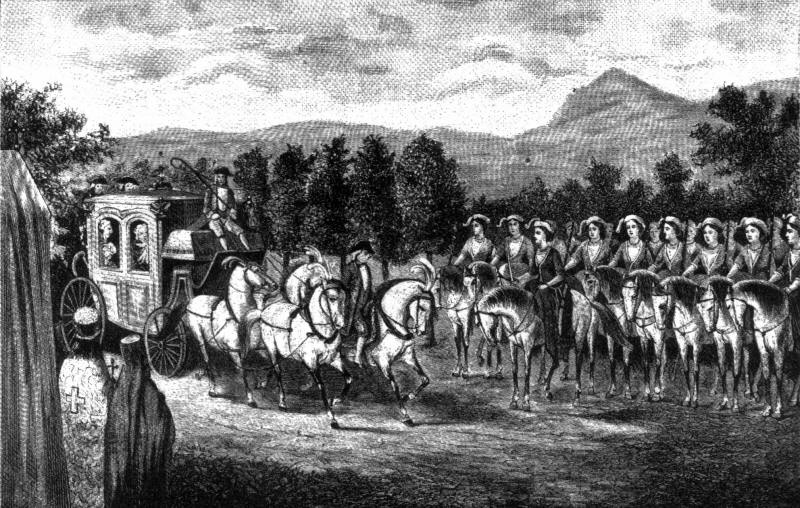
Амазонська рота зустрічає імператрицю Катерину II в Криму

У другій половині VII ст. до н. е. розпочато грецьку колонізацію Північного Причорномор'я. Основним центром переселенців стало місто Мілет, яке не постраждало від нападів скіфів.
В кінці VII ст., на місці сучасного міста Керч, вихідцями з міста Мілет засновано місто Пантікапей. Причина заснування міста було вигідне економічне та промислове розташування. Проливом Боспор Кімерійський (сучасна Керченська протока) кожен рік відбувався рибний нерест в Азовське море, а з часом риба поверталась назад, через це місто стало один із найбільш основних експортерів риби та хлібу в античному світі. Особливо добрим за якістю продуктом солена риба, про яку написав поет Архестрат у IV ст. до н. е.
Давньогрецький історик Плутарх відзначав, що Катон Старший, завершуючи кожну доповідь в сенаті пасажем про знищення Карфагену, йому належить один з перших відомих податків на багатство, він був противником того, що римляни купували на суму, приблизно 130 грамів срібла, маленьку бочку солоної понтійської риби:
|                 | Дивно, як ще стоїть місто, де за рибу платять дорожче, ніж за бика! |
| — Катон Старший |                                                                     |

Згідно легенди, місце для будівництва Пантікапея обрано через те, що воно представлене царем Агаетом, сином колхідського царя Еета, в якого аргонавти викрали золоте руно. Захисником міста, згідно вірувань вважався Пан — бог лісів та рівнин, володар бджолярів, рибаків, мисливців, в той же час вождь всіх військових заходів бога війни Діоніса, його зброєносець та товариш на гуляннях, при цьому згідно вірувань володів музичним талантом, танцями та наукою волховання. Є відомості, що йому приписують винахід воєнного бойового порядку загалом та фаланги. Пан у вигляді чоловіка з козлиними рогами, копитами та бородою, саме це змушує ворогів панікувати.
За легендою, північніше Пантікапея, на березі Керченської бухти народився герой Троянської війни, син морської богині Тетіди та царя Пелея — Ахілл. Пізніше виникло місто Мірмекій.
В VI ст. мілетцями були засновані Керкінітида та Феодосія.
У 422—421 роках до н. е. переселенцями з Гераклеі Понтійської та острова Делос, в ім'я Дельфійського оракула поруч сучасного міста Севастополя заснувалимісто Херсонес, яке недовгий час називався Мегарікою. Це останнє місто засноване греками в Криму. У 46 році до н. е. направлено прохання Юлію Цезарю про дарування незалежності Херсонесу. Пропозиція прийнята, проте не реалізована.
У 1299 році праправнук Чингісхана Ногай знищив Західний Крим, у 1399 році Херсонес був розграбований еміром Єдигеєм. При нашесті ординців, кримські греки були переможені біологічною зброєю. Хан Джанібек при осаді генузької фортеці Кафа, в якій серед генуезців, вірмен та тюрків проживали також і греки, застосував тактику кидання хворої людини з катапульти. Після евакуації мешканців у ряд міст Європи, хвороба поширилась великими на той час масштабами, а самих греків стало ще менше.

У Криму греки жили пліч-о-пліч із кримськими татарами, доки півострів не окупувала Російська імперія. У 1778-х, Катерина II ініціювала виселення греків на північне узбережжя Азовського моря.
У 1769 році імператриця Катерина II видала маніфест до греків, які перебувають під турецькими переслідуваннями долучатись до служби в російську армію. Частково на маніфест відгукнулись кримські греки. Всі греки об'єднанні в так зване Грецьке військо у складі 8 батальйонів, які брали участь у Кримській війні, а після були залишені князем Григорієм Потьомкіним для охорони кримського узбережжя від території сучасного Севастополя до Феодосії. Їх заселення відбулось в Балаклаві у близьких один до одного селах (колоніях). При цьому вони увійшли в етнологічну історію як «балаклавські греки» або «арнаути».
Під час Першої світової війни греки з міста Трапезунде та Карської губернії переселялись на Кавказ, після цього 12-13 тисяч греків знайшли свою домівку в Криму. За соціальним складом населення це були селяни, ремісники та купці, при цьому більшість їх неписемна.
Основне заняття кримських греків баштанництво (розведення кавунів), городництво, виноградарство, як і в колоніальні часи, греки займались рибним продажем та взагалі торгівлею.
У 1921–1922 роках вони постраждали від голоду та різноманітних епідемій. У 1926 році загальна кількість греків в Криму складала 21 тисячу осіб. Проживання греків з погляду «місто-село» нерівномірне, Вони мешкали як у містах (переважно Ялта, Севастополь, Керч, Старий Крим, Сімферополь), так і у селах та поселеннях на зразок невеликих колоній. Селяни складали приблизно половину всього грецького населення Криму та жили у 398 селах та поселеннях. В колоніях жили вони компактніше або з малими етнографічними групами та націями у безконфліктному етнонаціональному середовищі.
У 1930 році в Криму існувало вісім грецьких національних сільських рад. На початку 1930-х років відбувається процес сталінських репресій, в якому знищено або вислано до трудових таборів велика кількість представників грецької нації, у тому числі кримських греків.
У 1944 році відбулась депортація грецького населення Криму разом з представниками інших народів. Загальна кількість депортованих склала приблизно 14 тисяч осіб. В 1956 році греки були викреслені з представників «зрадників Батьківщини» Радянського Союзу та їх права були частково відновлені. Велика кількість греків повернулась до Криму.
В 1970-ті роках більше двохсот родин повертаються із заслання та депортації. При цьому офіційні заборони ще діють. Масове повернення греків до Криму відбулось у часи «перебудови».
Станом на 2015 рік в Криму існує 15 грецьких національно-культурних товариств та релігійних громад. Найстаріше товариство «Понтос» створено у 1993 році в Старом Криму. Координацію греків Криму є Федерація греків Криму.

## Греки в Кримській АРСР

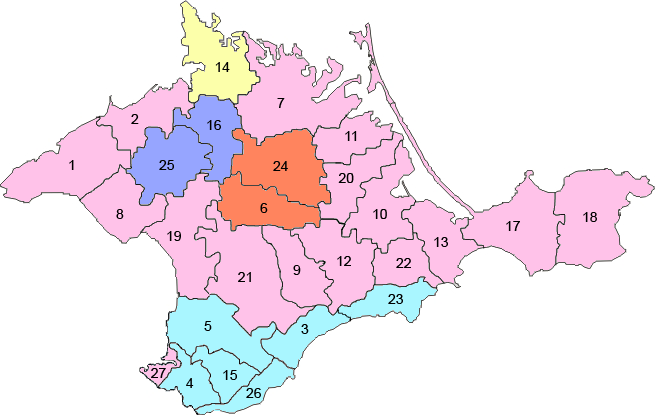
Адміністративний поділ Кримської АРСР.

Після затвердження Кримської АРСР відбувалась економічне та політичне відновлення Криму після Громадянської війни. Кримські греки разом з представниками інших етносів Криму активно брали у цьому участь.
В 1921 році в Кримській АРСР мешкало 23868 греків, що складало 3,3 % від загального населення Автономної Республіки. При цьому 65 % греків мешкали в містах Криму. Греки, які могли писати становили 47,2 % від загальної кількості представників. Для поліпшення ситуації в сфері писемності серед греків, в місцях компактного проживання були відкриті школи з 7-м річним початковим навчанням. У місті Керч відкрита середня школа. Під час заснування колгоспів, на основі грецького населення засновується 3 грецьких ковгоспи: «Еврика» в. с. Клинівка, «Неа Зої» в. с. Лозове, «Неос Дромос» в. Красноліссі.
У 1925–1926 навчальному році в Криму налічувалося 25 грецьких шкіл I ступеня з 56 вчителями та 1500 учнями. У містах і селах Криму відкривалися грецькі культурні клуби, хати-читальні, так звані «червоні куточки». Греки до середини 30-х років мали можливість вивчення рідної для більшості її представників грецької мови.
Унікальним для грецького населення був 1930 рік, в якому серед п'яти грецьких національних сільських рад діловодство обумовлено використанням грецької мови. З Маріупольської округи міста Маріуполь розповсюджена періодика грецької мовою: «Комуністіс» та «Коллективістіс», журнали «Піонерос» та Махітіс". У цих же роках розпочато сталінські репресії, в яких ліквідовано школи, національні сільські ради, знищено ряд церков та відбувається арешт активістів і церковних діячів.
За даними ЦСУ, станом на 1 квітня 1930 року в кустарній промисловості задіяно 435 греків.
Більшість греків працювало у багатонаціональних ковгоспах, де жили кримські татари, росіяни, українці, німці тощо.

## Демографічна ситуація

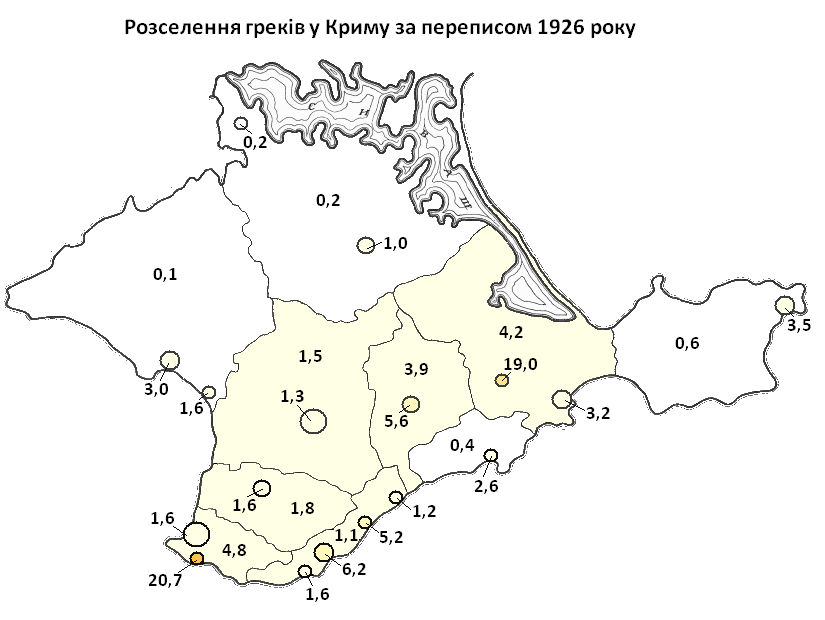
Розселення греків в Криму за переписом 1926 рік

За даними перепису населення 1926 року грецьке населення домінувало у кількості в селах Аутка, Карачоль (c. Чернопілля Белогорського району), Аппак-Джанкой (с. Василькове Кіровський район), Джантора (с. Клинівка Сімферопольський район), Камара, Карань, Скеля (на території Севастопольскої міської ради).
Розселення греків у районах і містах Кримської АРСР за даними перепису 1939 року
| Адміністративна одиниця   | чисельність тис. | частка  |
| ------------------------- | ---------------- | ------- |
| Тельманський район        | 0,04             | 0,18 %  |
| Біюк-Онлайрський район    | 0,03             | 0,16 %  |
| Колайський район          | 2,9              | 17,3 %  |
| Зуйський район            | 0,15             | 0,94 %  |
| Лариндорфський район      | 0,02             | 0,17 %  |
| Фрайдорфський район       | 0,01             | 0,09 %  |
| Ак-Шейхський район        | 0,007            | 0,04 %  |
| Ічкінський район          | 0,1              | 0,52 %  |
| Сакський район            | 0,1              | 0,53 %  |
| Джанкойський район        | 0,2              | 0,56 %  |
| Кіровський район          | 1,1              | 5,1 %   |
| Ленінський район          | 0,3              | 1,63 %  |
| Старо-Кримський район     | 2,4              | 11,69 % |
| Євпаторія                 | 0,78             | 1,67 %  |
| Карасубазарський район    | 1,8              | 5,69 %  |
| Ак-Мечетський район       | 0,02             | 0,17 %  |
| Феодосія                  | 1,2              | 2,7 %   |
| Красноперекопський район  | 0,03             | 0,14 %  |
| Сімферополь               | 1,9              | 1,36 %  |
| Судацький район           | 0,1              | 0,91 %  |
| Сейтлерський район        | 0,4              | 1,8 %   |
| Бахчисарайський район     | 0,86             | 1,84 %  |
| Керч                      | 1,5              | 1,45 %  |
| Ялтинська міськрада       | 2,4              | 6,56 %  |
| Севастопольська міськрада | 1,65             | 1,48 %  |
| Алуштинський район        | 0,39             | 1,53 %  |
| Ялтинський район          | 0,6              | 1,41 %  |
| Куйбишевський район       | 0,1              | 0,76 %  |
| Балаклавський район       | 0,95             | 4,08 %  |
| Кримська АРСР             | 20,65            | 1,83 %  |